# Lubomír Petruš
Lubomír Petruš (* 17. Juli 1990 in Bruntál) ist ein tschechischer Cyclocrossfahrer, Straßenradrennfahrer und Mountainbikefahrer.

## Sportlicher Werdegang
Lubomir Petruš wurde 2007 tschechischer Cyclocross-Meister im Rennen der Juniorenklasse. Im selben Jahr gewann er bei den Junioren den Grote Prijs van Hasselt und den Superprestige in Gavere. Bei der Europameisterschaft in Hittnau gewann er die Goldmedaille. 2008 gewann er bei den Cyclocross-Weltmeisterschaften in Treviso die Bronzemedaille bei den Junioren. 
Von 2009 bis Mitte 2015 fuhr Petrus für das belgische Team BKCP-Powerplus, mit dem er an Straßen- und Cyclocrossrennen teilnahm. Im Cyclocross waren seine international besten Ergebnisse der Gewinn des Cyclocross International de la Ville de Namur sowie ein Zweiter Platz im Weltcup 2009/10 in Treviso. Auf der Straße wurde er 2009 Zweiter der Gesamtwertung bei der Tour Alsace, beim Circuito Montañés 2009 und der Thüringen-Rundfahrt 2010 konnte er jeweils einen zweiten Etappenplatz erringen.
Im Alter von 25 Jahren fühlte sich Petruš ausgebrannt und kehrte dem professionellen Radsport dem Rücken und nahm nur noch an kleineren Rennen teil. 2019 entschloss er sich, zum Radsport zurückzukehren, wo er zunächst für einen Verein aus Olmütz fuhr. Durch seine Leistungen weckte er das Interesse vom UCI ProTeam Alpecin-Fenix, das ihn als Stagiaire bei der Slowakei-Rundfahrt 2020 einsetzte. In der Folgesaison wurde er Mitglied im Alpecin-Fenix Development Team. International blieb er ohne nennenswerte Ergebnisse, so dass ihm der Durchbruch nicht gelang und sein Engagement auf der Straße beendet war.
2022 wandte sich Petruš dem MTB-Marathon zu, wo er bei Weltcup-Rennen, Welt- und Europameisterschaften an den Start ging. 2023 gewann er das Rennen der UCI-Mountainbike-Marathon-Serie in Sakarya.

## Erfolge

### Cyclocross
2006/2007
- Tschechischer Meister (Junioren)

2007/2008
- Europameister (Junioren)
- Weltmeisterschaften (Junioren)

2009/2010
- GvA Trofee – Cyclocross International de la Ville de Namur, Namur (U23)

### Straße
2009
- Nachwuchswertung Tour Alsace

### Mountainbike
2023
- UCI-MTB-Marathon Series, Sakarya